# هيلموت بيرغر
هيلموت بيرغر (بالألمانية: Helmut Berger)‏ (و. 1944  م) هو ممثل، وممثل أفلام، من النمسا، ولد في باد إيستشل.

## وصلات خارجية
- هيلموت بيرغر على موقع IMDb (الإنجليزية)
- هيلموت بيرغر على موقع روتن توميتوز (الإنجليزية)
- هيلموت بيرغر على موقع مونزينجر (الألمانية)
- هيلموت بيرغر على موقع ألو سيني (الفرنسية)
- هيلموت بيرغر على موقع ميوزك برينز (الإنجليزية)
- هيلموت بيرغر على موقع تيرنر كلاسيك موفيز (الإنجليزية)
- هيلموت بيرغر على موقع أول موفي (الإنجليزية)
- هيلموت بيرغر على موقع قاعدة بيانات الأفلام السويدية (السويدية)
- هيلموت بيرغر على موقع إن إن دي بي (الإنجليزية)
- هيلموت بيرغر على موقع قاعدة بيانات الفيلم (الإنجليزية)